# Wetteborn
Wetteborn ist ein Dorf im Ortsteil Landwehr der niedersächsischen Gemeinde Freden (Leine) im Landkreis Hildesheim. Es liegt auf der Nordseite des Hellebergs.

## Geschichte
Die erste urkundliche Erwähnung stammt von 1188 aus einer Urkunde des Adelog von Hildesheim. Es war damals eine Villikation von St. Godehard (Hildesheim).
1305 übertrug Siegfried II. von Querfurt das Kirchenpatronat und den Zehnten an das Benediktinerinnen-Kloster St. Marien Gandersheim. Das Patronat lag 1504 bei der Äbtissin vom Stift Gandersheim. Zu der Kirche Wetteborn gehörten damals die Kapellen in Eyershausen, Ohlenrode und Dankelsheim.
1965 schloss der Ort sich der Samtgemeinde Freden an. 1974 kam es mit Eyershausen und Ohlenrode zum Zusammenschluss zur Gemeinde Landwehr, die am 1. November 2016 in der Gemeinde Freden (Leine) aufging.

## Politik

### Gemeinderat und Bürgermeister
Wetteborn wird auf kommunaler Ebene von dem Gemeinderat der Gemeinde Landwehr vertreten.

### Wappen
Der Gemeinde Wetteborn wurde das Kommunalwappen am 3. August 1938 durch den Oberpräsidenten der Provinz Hannover verliehen. Der Landrat aus Alfeld überreichte es am 1. November desselben Jahres.
| Wappen von Wetteborn | Blasonierung: „Auf Rot eine aus silberne Palisade wachsende Faust, die eine goldgeschäftete silberne Streitaxt schwingt.“ |
| Wappen von Wetteborn | Wappenbegründung: Wetteborn ist das Haupt- und Kirchdorf der Winzenburger Landwehr; Ohlenrode und Eyershausen kommen hinzu. Die Bezeichnung „In der Landwehr“ ist noch heute im Volksmund geläufig und daher im Wappen der genannten Dörfer als Palisade gekennzeichnet; diese überragt das Merkmal der Gemeinde Wetteborn: eine Streitaxt in der Männerfaust. |

## Kultur und Sehenswürdigkeiten

### Bauwerke
- Feuerwehrhaus
- Die Kirche St. Peter und Paul hat einen Turm aus der Zeit der Romanik. Das Kirchenschiff stammt aus den Jahren 1746–48. Es ist ein Bruchsteinmauerwerk. Der denkmalgeschützte Bau wurde inzwischen außen verputzt und in Gelb gestrichen. Die Orgel wurde 1870 von Philipp Furtwängler & Söhne gemacht. Die Kanzel und ein Taufengel stammen von Johann Caspar Käse, Hofbildhauer am Stift Gandersheim.[6]

### Vereinsleben
Es gibt einen Fußballverein, einen Schützenverein und einen Karnevalsverein. Die Freiwillige Feuerwehr Wetteborn sorgt für den Brandschutz und die allgemeine Hilfe.